# Comuna Putrivka, Vasîlkiv
Putrivka (în ucraineană Путрівка) este o comună în raionul Vasîlkiv, regiunea Kiev, Ucraina, formată din satele Berezenșciîna, Kobți, Kreacikî și Putrivka (reședința).

## Demografie
Componența lingvistică a comunei Putrivka
     Ucraineană (93,79%)
     Rusă (6,03%)
     Alte limbi (0,05%)
Conform recensământului din 2001, majoritatea populației comunei Putrivka era vorbitoare de ucraineană (93,79%), existând în minoritate și vorbitori de rusă (6,03%).